# Ворона, Анатолий Григорьевич
Анатолий Григорьевич Ворона (род. 1950, п. Керчево, Чердынский район, Пермская область) — прикамский художник-график, мастер декоративно-прикладного искусства. В 1970 году окончил Уральское училище прикладного искусства в Нижнем Тагиле. С 1982 году живёт в Соликамске. Постоянный участник областных, городских (с 1977 года) и федеральных выставок (с 1994 года). С 1988 года — персональная выставка в Соликамском историко-креведческом музее (ныне в филиале «Художественный музей» Соликамского краеведческого музея).

## Биография

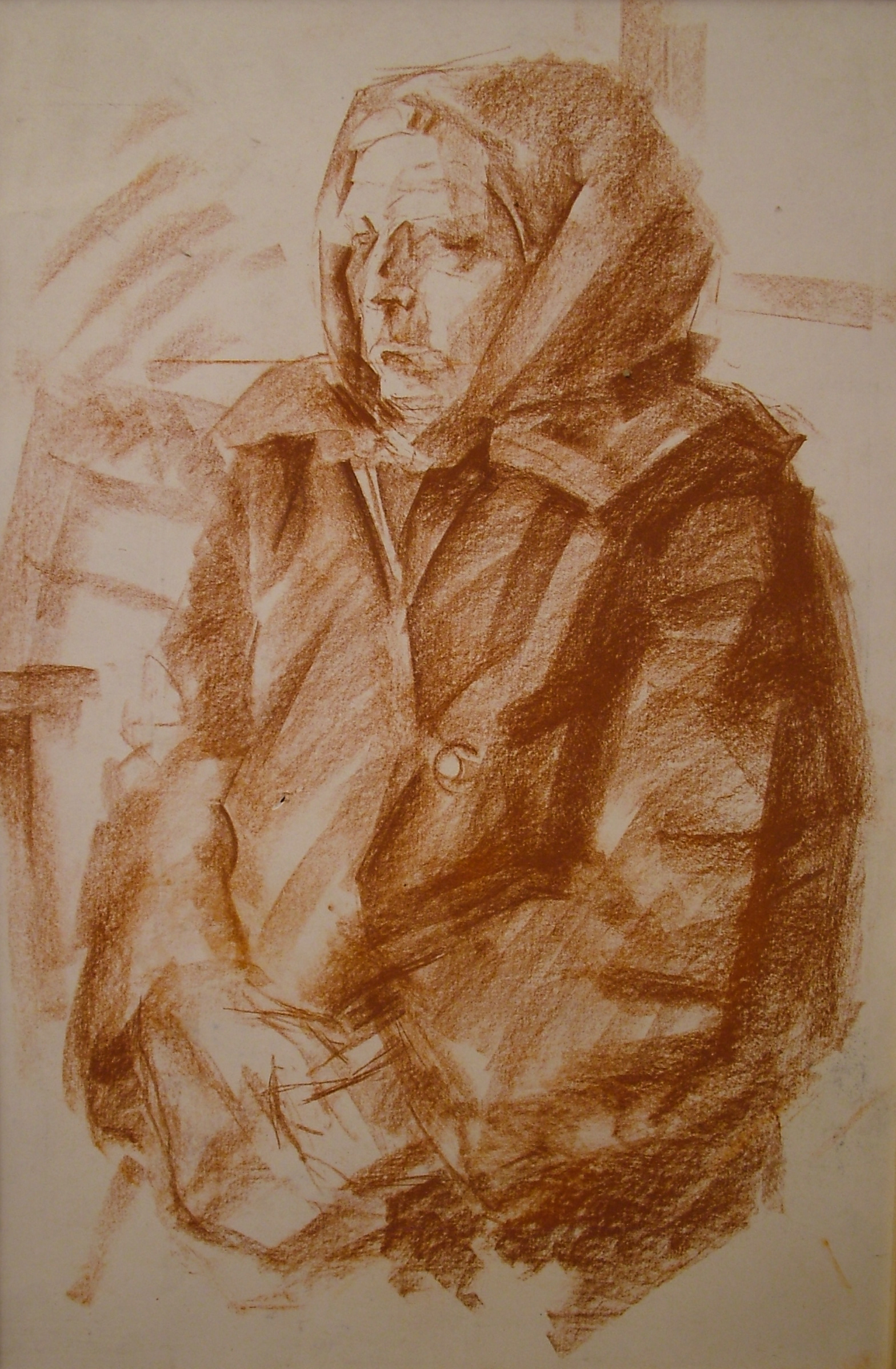
«Мама». Бумага, сангина. 1993 год

После окончания в 1970 году Нижнетагильского училища прикладного искусства, где он учился на камнерезном отделении и получил квалификацию мастера по камню, переехал в город Пермь и поступил на работу на экспериментальный ювелирно-гранильный завод. Затем в Соликамске стал работать художником-оформителем в краеведческом музее. Преподавал в Соликамской детской художественной школе (искусство изготовления декоративной глиняной игрушки).
Анатолий Ворона вспоминает:
В стране произошла революция, но известие о ней не сразу дошло до деревенских, не коснулось обычной уединённой крестьянской жизни. В двадцатом году Петрована мобилизовал Колчак. Палагия засобиралась было обратно в Нылоб, да муж вернулся.
Двадцать третий год – время массового переселения жителей соликамских, чердынских и других деревень на хутора и в Сибирь. Власти это поощряли, даже агитировали за переселение. Решил и Максим Петрович с пятью ещё семьями жить отдельным хутором.
Определили место для хутора в пятнадцати верстах от Петуховой, в сторону Нылоба, на речке Западна (Западная Косьва). Место было красивое. Всюду сплошной лес, но были там и поля, которые когда-то Максим Петрович и другие деревенские арендовали и обрабатывали. В своей же Петуховой, стоявшей на самом берегу Камы, были одни пески, кочковатые луга да лес. Теперь же они решили на хуторе обосноваться насовсем. Заранее построили избы и усадьбы. Дедушка Пётр вспоминал, что заехали они на этот новый хутор, как в рай. ...У Петрована с Палагией родилось десять душ детей. В живых остались только трое. В тридцатом году, как раз в коллективизацию, родилась Огруня – моя мама.

## Творчество
Анатолий Ворона выступает и как живописец, и как график, и как мастер декоративно-прикладного искусства, работает с керамикой. В Художественном музее Соликамского краеведческого музея экспонируются его картины, скульптуры, произведения миниатюрной живописи на эмали (эмалевые плакетки). Много лет А. Г. Ворона работал над графическими циклами — сериями «Уральские частушки», «Старый Соликамск» и др., изучал историю Верхнекамья, местные художественные промыслы и ремёсла, фольклор. Внимание художника также обращено к портретному жанру: его художнические работы высвечивают глубины человеческих характеров и судеб.
Художник подходит к народному произведению как соавтор. Работы источают неподдельный юмор и лукаство, становятся самостоятельными миниатюрными шедеврами, привлекают внимание к фольклору, например серия листов «Чердыньская свадьба». Значительную долю в искусстве мастера занимает тема древнего города Соликамска, его архитектурный пейзаж («Вознисенский монастырь», «Улица Набережная», «Лопухи» и др.), уральские пейзажи («Март», «Облако») и пастели («Первая зелень», «Ветер. Деревня Верх-Боровая», «Былое»).
Родные края — Керчевский посёлок — автор изображал в технике трафарета («Хоровод», «Сплав», «Жатва», «Сенокос»), а его жителей — в портретах сангиной («Дед», «Бабушка», «Прадед»), а также в сульптуре.
Особое место в творчестве занимают натюрморты, скульптура (например, «Бюст Карла Линнея»), также видна приверженность к натурному монохромному рисунку сепией, сангиной, углями и карандашом.

### Галерея

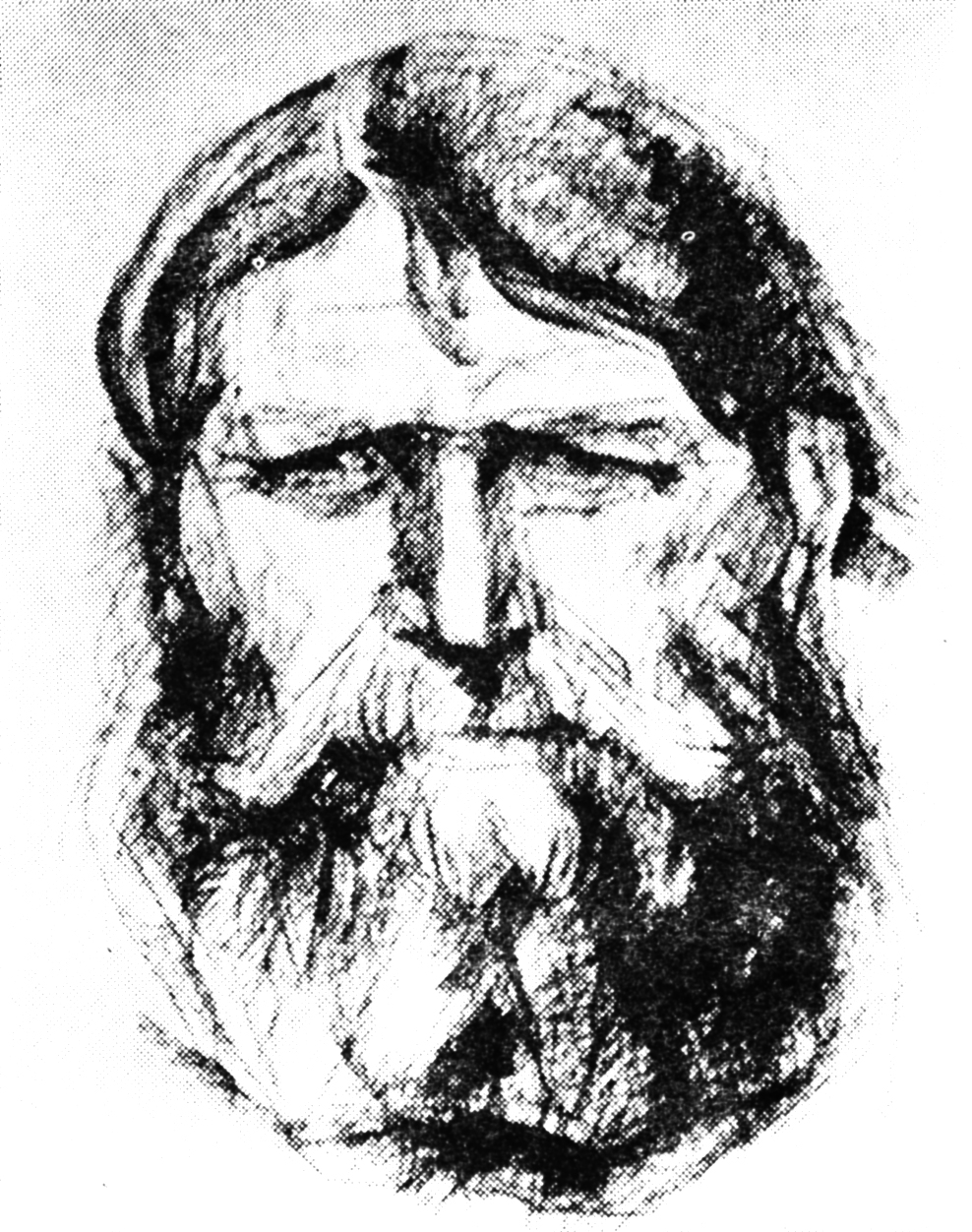
«Прадед». 1986 год
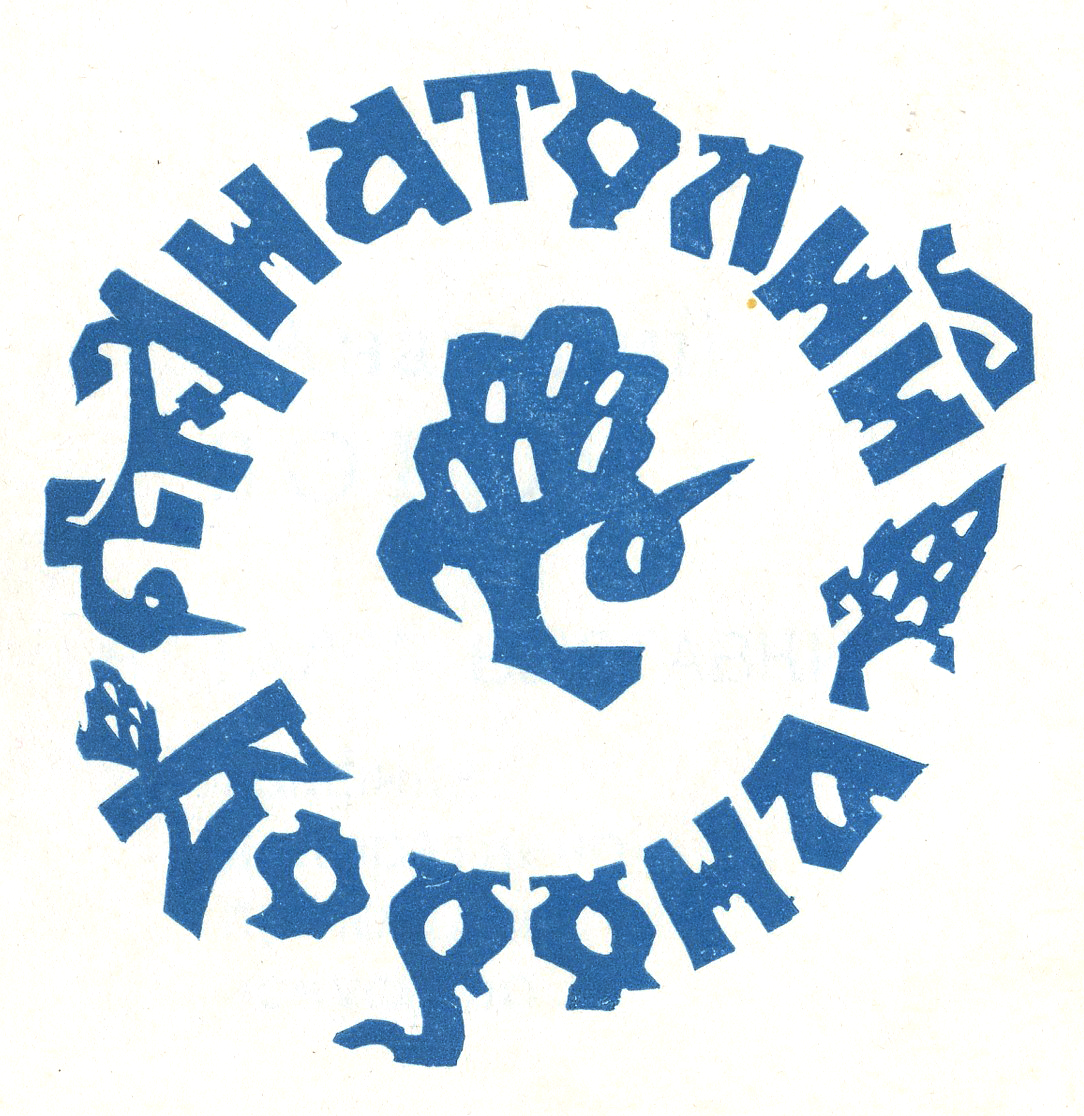
Логотип художника к выставке 1988 года
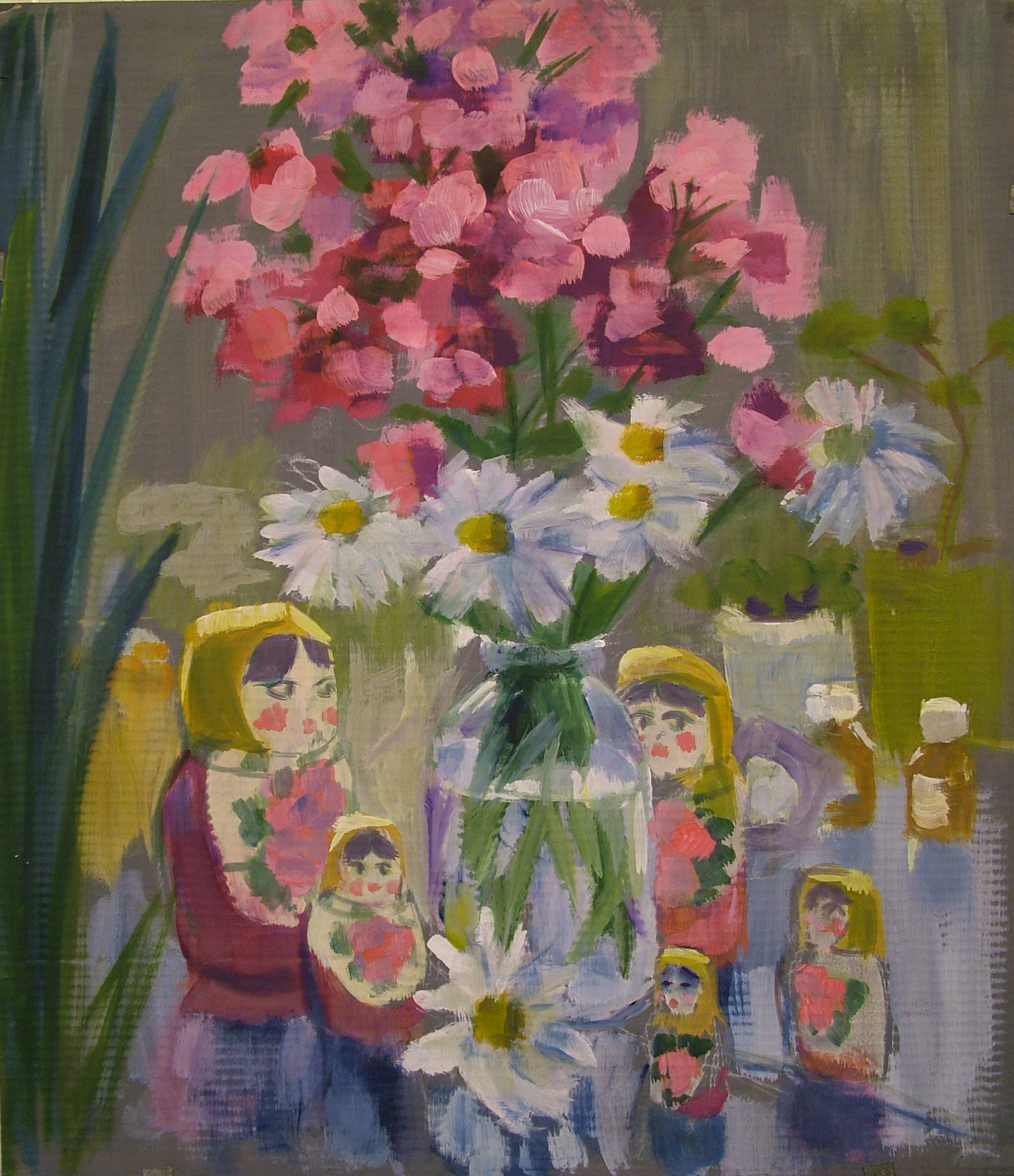
«Прятки». Картон, гуашь. 2004 год
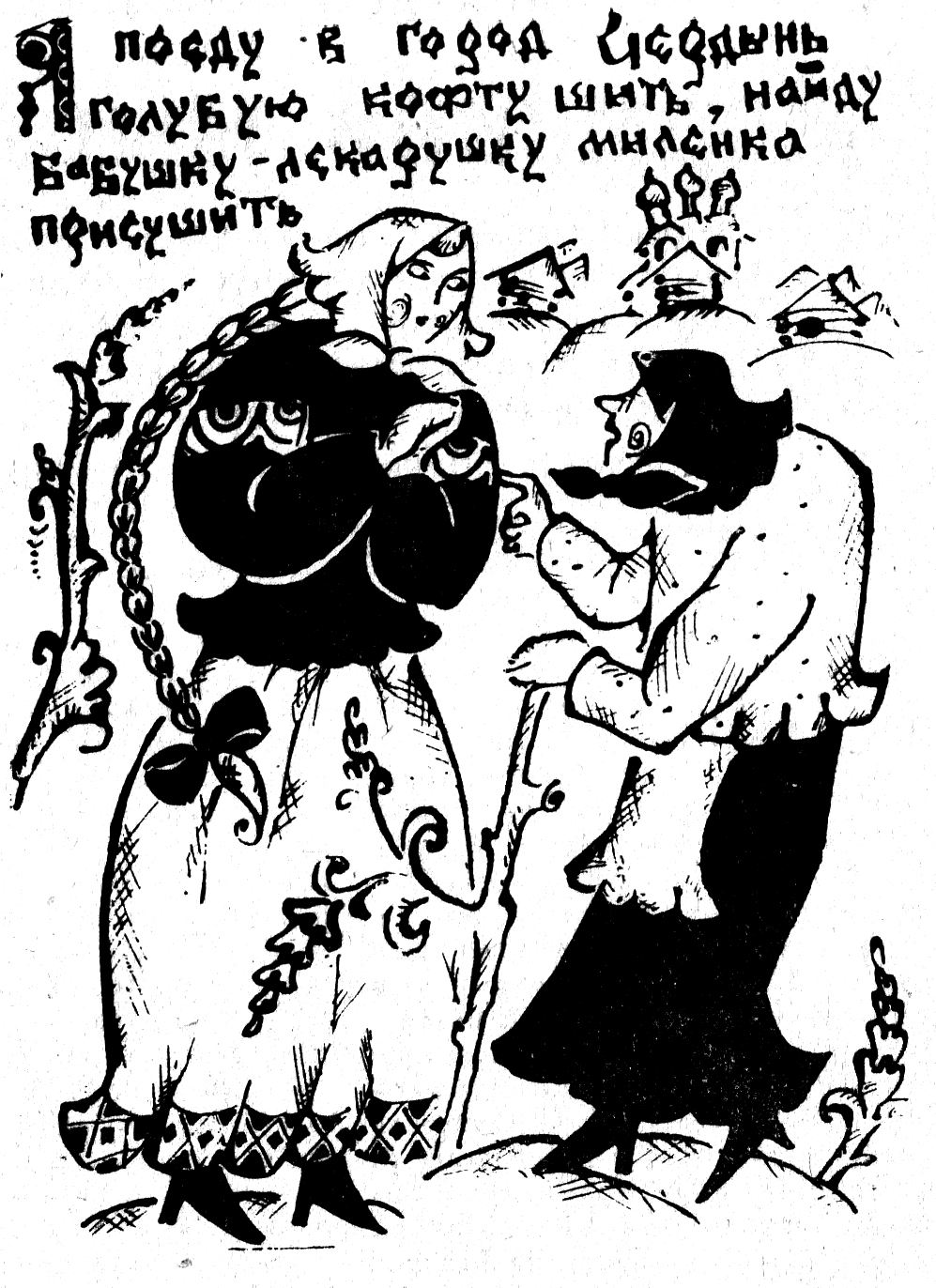
Серия «Уральские частушки». «Я ПОЕДУ В ГОРОД ЧЕРДЫНЬ...»
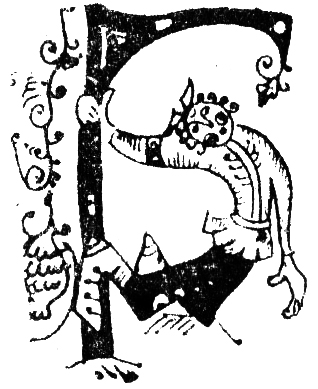
Буквица Б. 1993 год
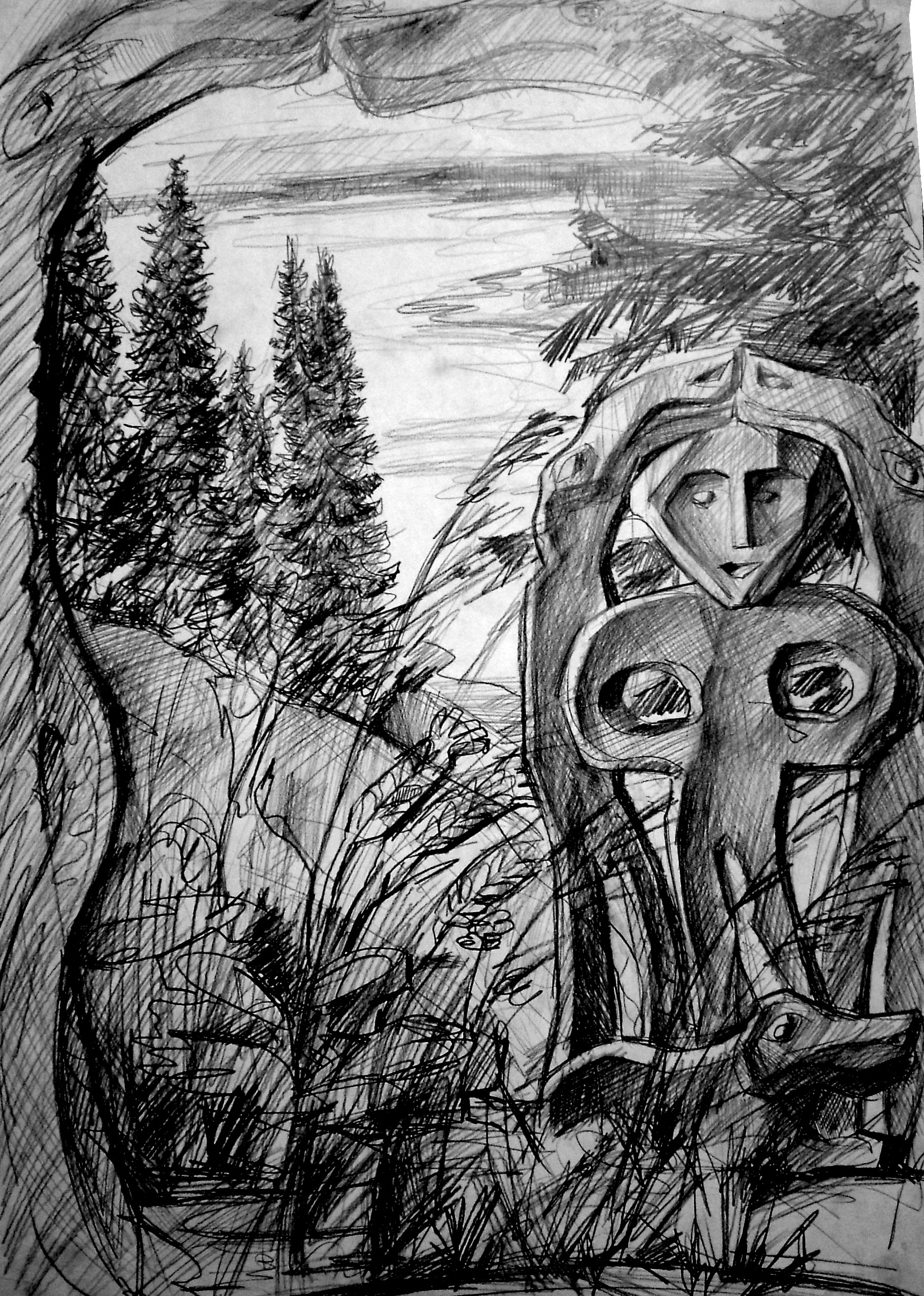
«Чуди». (графика), 2004 год
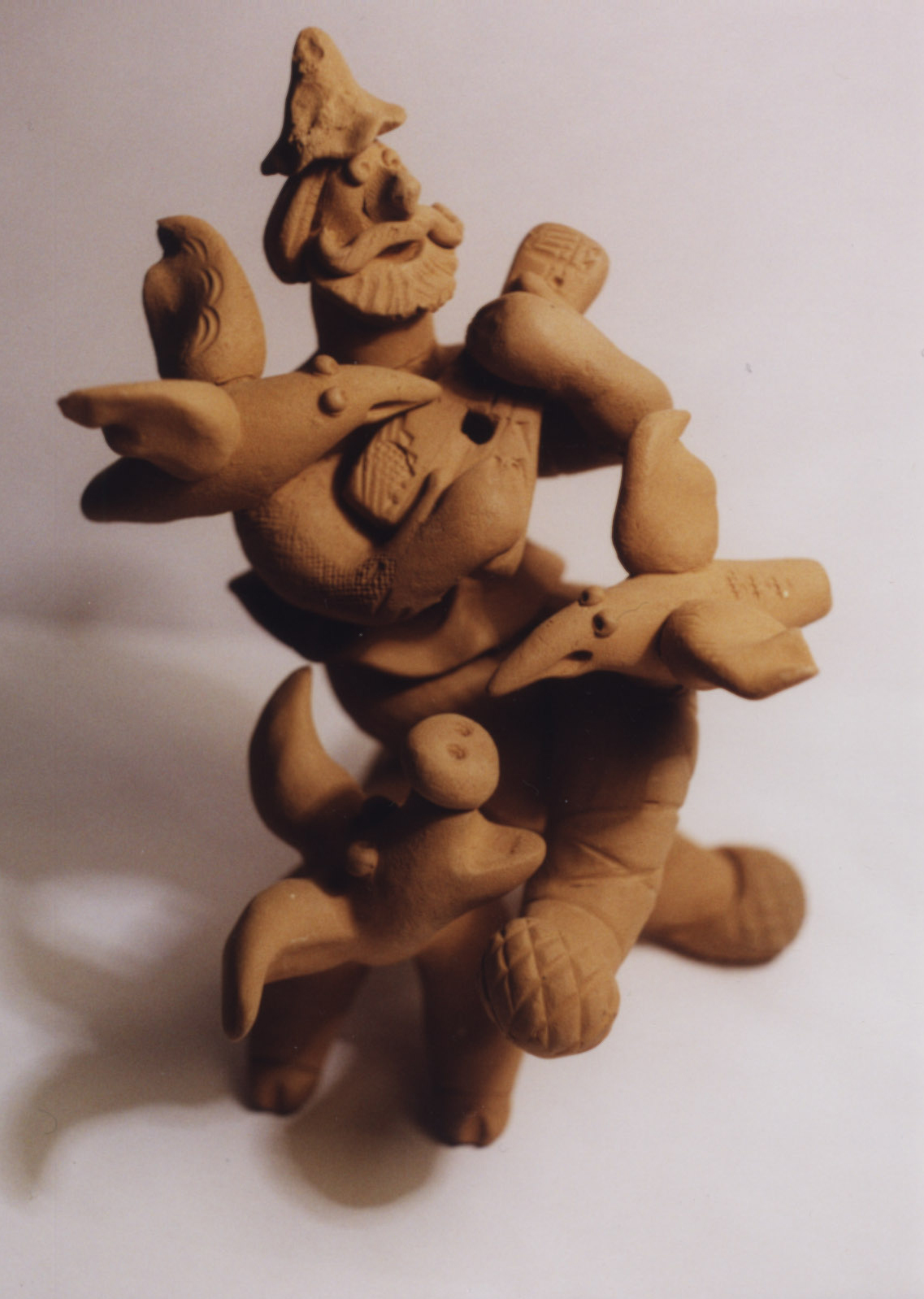
Глиняная игрушка-свистулька «Старик с балалайкой». 1999-2000 гг.
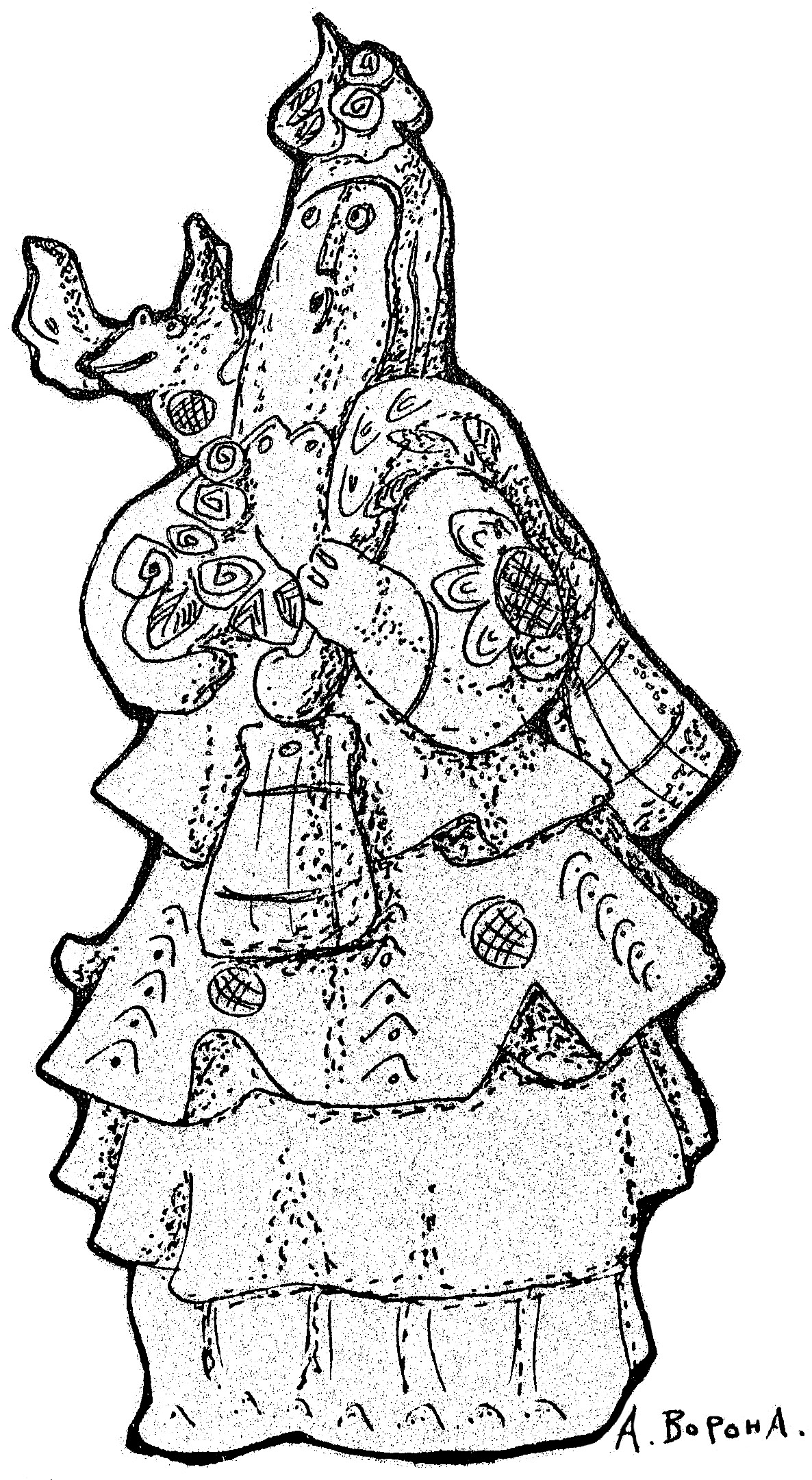
Рисунок глиняной игрушки «С коромыслом»
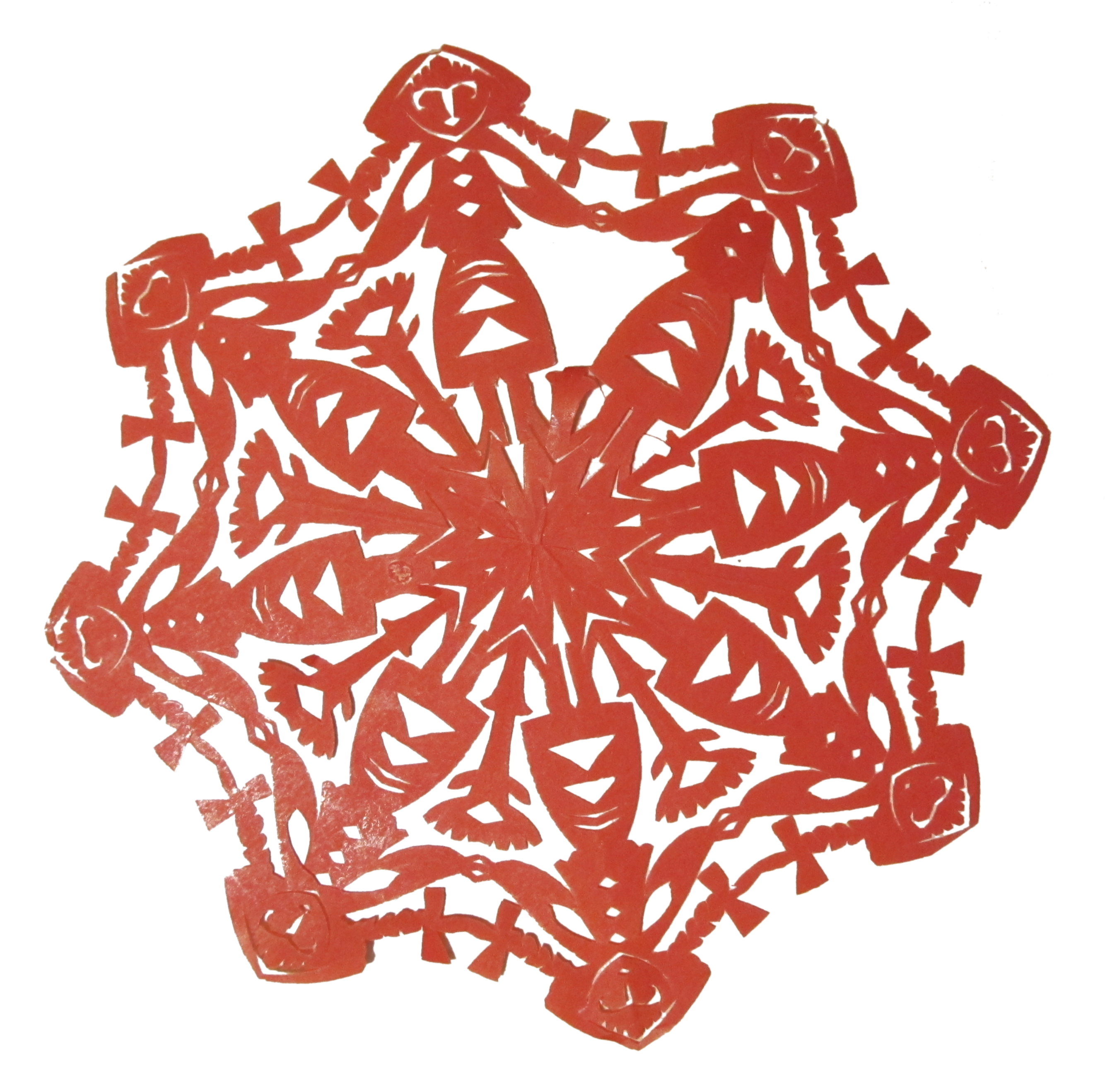
«Хоровод». Техника трафарета
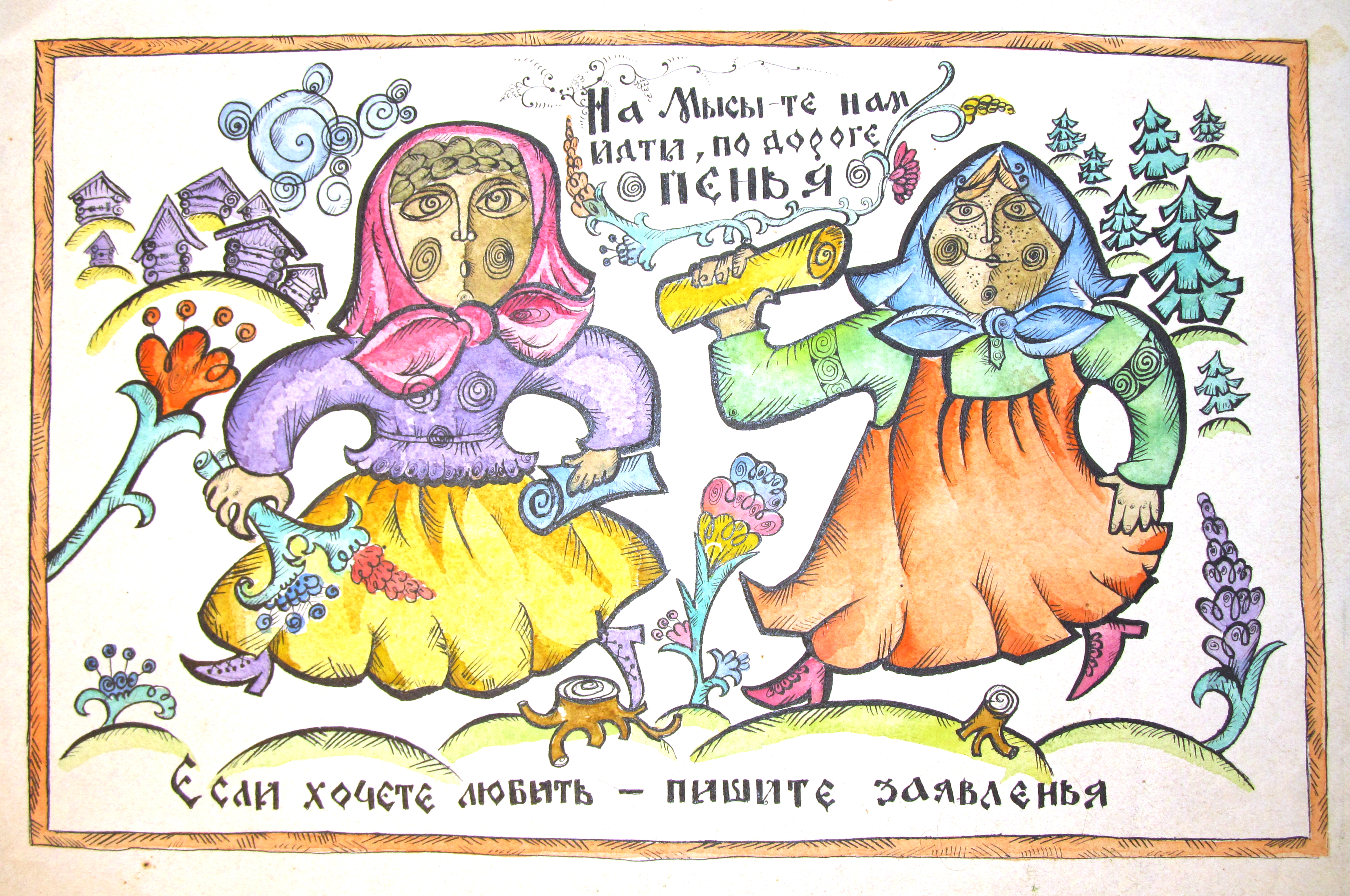
Из серии листов «Чердыньская свадьба»

### Памятная доска Демидову

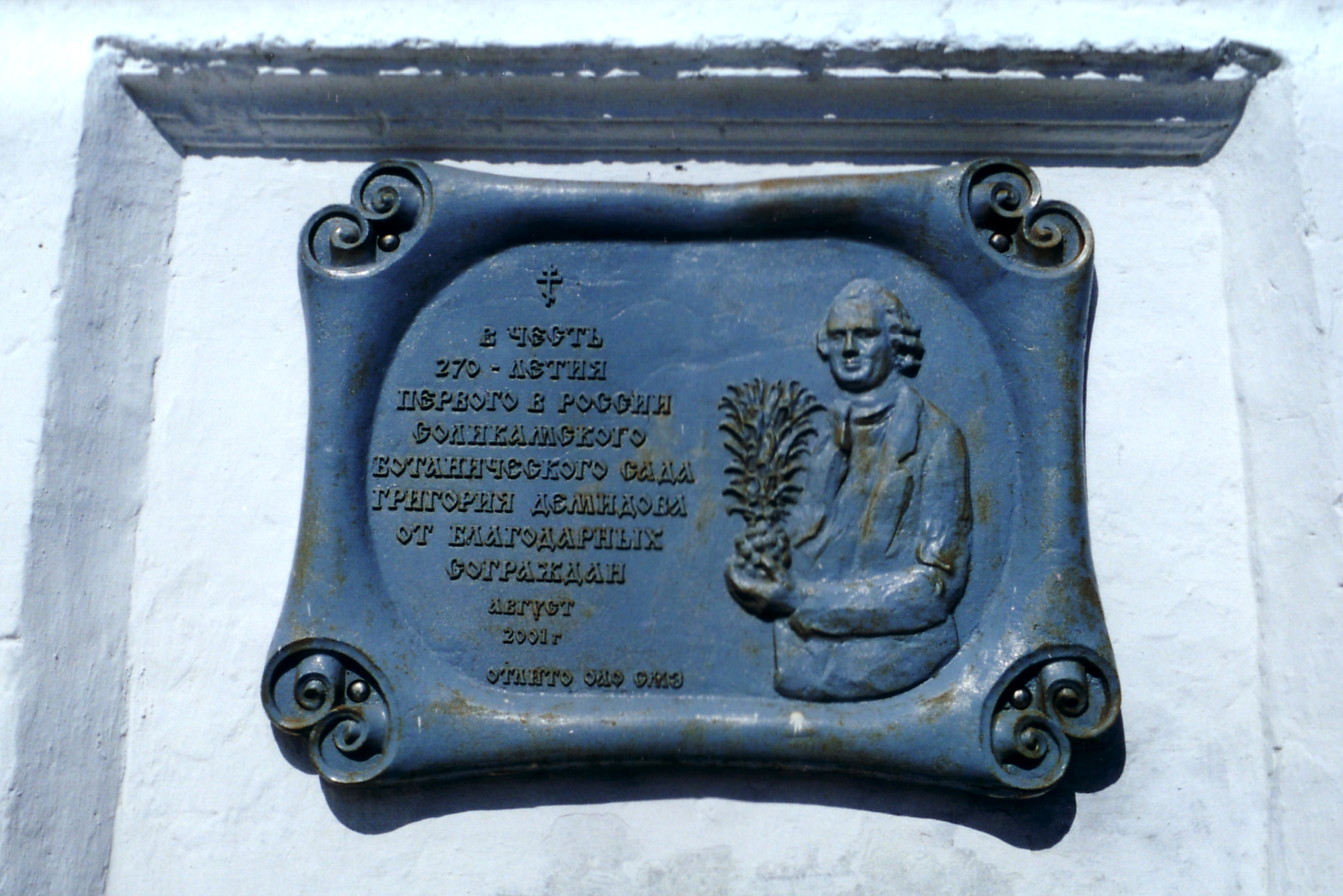
Памятная доска в честь 270-летия первого в России Ботанического сада Григория Демидова, автор-скульптор А. Г. Ворона

В начале 2001 года Оргкомитет по подготовке празднования 270-летия Соликамского ботанического сада обратился к архитектору Петросу Карапетяну и скульптору Анатолию Вороне с предложением изготовить памятный знак в честь этого юбилея. Выбор пал на храмовую памятную доску. Сюжетное и стилистическое в духе XVIII века исполнение доски определилось следующим образом. Церковь Иоанна Предтечи — храм, построенный не только по «схеме корабля», но и напоминающий белопарусный фрегат. С помощью таких высокомачтовых парусников российские северяне, в том числе и соликамцы, в конце XVII — начале XVIII веков осваивали западное побережье Тихого океана и затем Русскую Америку. Вдоль разных участков Транссибирского тракта (соликамская или Бабиновская дорога является частью этого тракта) ставились представителями морского купечества храмы-корабли, в том числе с символами первопроходчества — географическими картами, исполненными в виде картушей. Таких картушей на стенах храмов особенно много размещено в вологодском городе Тотьме, откуда были выходцами многие купцы-мореплаватели. Так постепенно определился внешний контур соликамской памятной доски — «рама» картуша на храме-фрегате. Большой овал в центре памятной доски напоминает очертания земного шара. На фоне этого овала изображён поясной портрет Григория Демидова с выращенным им ананасом в руках. Ананас выполняет здесь роль символа могущественной ботанической науки, способной выращивать экзотические фрукты даже в самых северных краях. Скульптурный рельефный портрет Григория Демидова уже был выполнен Анатолием Григорьевичем Вороной ранее, для музейной выставки.
Затем проектные документы были переданы мастерам-литейщикам Соликамского магниевого завода: начальнику литейного отделения Михаилу Геннадьевичу Садыкову, модельщику Петру Георгиевичу Шибанову и работникам механического цеха. Они выполнили ювелирную художественную работу: изготовили деревянную модель, заформовли её и произвели чугунную отливку. 25 августа 2001 года, в день открытия Всероссийской научно-практической конференции «Ботанические сады России» в Соликамске открыли новую памятную доску в честь 270-летия первого в России Ботанического сада.